# Börse Online
Börse Online ist eine deutsche Börsenzeitschrift, die schwerpunktmäßig über deutsche und internationale Aktien informiert und die Berichterstattung auf fundamentale Markt- und Aktienanalysen, Charttechnik, Handelsstrategien sowie Tradingmodelle fokussiert. Sie erscheint wöchentlich im Verlag Börsenmedien AG mit Sitz in Kulmbach, einer Niederlassung in München und einem Büro in Frankfurt am Main. Der Chefredakteur ist Jens Castner. Die verkaufte Auflage beträgt 28.783 Exemplare, ein Minus von 83,9 Prozent seit 1998.

## Geschichte
1987 entwickelte der Markt+Technik Verlag einen elektronischen Börseninformationsdienst mit dem Titel Börse Online. Als Ergänzung produzierte der Verlag eine gleichnamige Zeitschrift. Die erste Ausgabe erschien nach kurzer Verzögerung des Projekts ausgerechnet zwei Wochen nach dem schwarzen Montag, unter dem Titel Chaos an den Börsen – Der Bulle ist tot.
Der Onlinedienst der Anfangszeit scheiterte daran, dass es in den 1980er Jahren noch keine ausreichende Infrastruktur für die Übertragung von Online-Daten gab. Zudem war das Interesse der Privatanleger infolge des Crashs eher gering. Die Zeitschrift dagegen konnte sich behaupten. Als der Markt+Technik Verlag Anfang der 1990er Jahre in Schwierigkeiten geraten war, übernahm der Verlag moderne Industrie den Titel, bis er nach der Übernahme desselben an den Süddeutschen Verlag veräußert wurde. Dieser gab das Blatt im Oktober 1994 schließlich an Gruner + Jahr ab. Die Redaktion verblieb zunächst in München.
Die Auflage entwickelte sich sehr wechselhaft. Anfangs lag sie bei rund 50.000 Exemplaren, danach stieg sie im Zusammenhang mit der historischen Börsen-Hausse der 1990er Jahre auf über 150.000 Exemplare, ehe sie nach der Jahrtausendwende wieder deutlich zurückging.
Die Zeitschrift ist Pflichtblatt aller deutschen Börsen. Einzelne Beiträge erhielten Journalistenpreise, so Redakteurin Renate Daum den Helmut Schmidt Journalistenpreis 2002 für die Aufdeckung des Skandals um die Neue Markt-Firma Comroad. Für das Online-Special „Geld-Akademie“ und eine Einsteigerserie in der gedruckten Ausgabe wurde Börse Online 2007 beim Medienpreis Oldenburger Feder ausgezeichnet.
Herausgeber war ab dem Jahr 2000 Hans G. Linder, der vorher zehn Jahre Chefredakteur war. Bis Juli 2007 war dann Johannes Scherer Chefredakteur, der vorher bereits als stellvertretender Chefredakteur für die Zeitschrift tätig war. Im August 2007 wurde er von Stefanie Burgmaier abgelöst, die vorher Büroleiterin „Unternehmen“ der Wirtschaftswoche in Frankfurt war.
Ab März 2009 fasste Gruner + Jahr seine Wirtschaftsredaktionen (Börse Online, Capital, impulse, Financial Times Deutschland) in einer Zentralredaktion in Hamburg zusammen. Der bisherige Redaktionsstandort München der Börse Online entfiel. Neben der Hamburger Zentralredaktion saß die Politikredaktion in Berlin und die für Finanzen und Geld in Frankfurt am Main.
Anfang 2013 wechselte das Anlegermagazin erneut den Eigentümer. Nachdem Gruner + Jahr die Financial Times Deutschland eingestellt hatte, veräußerte der Verlag die Zeitschrift im Januar 2013 an den Finanzen Verlag, der unter anderem die Titel Euro und Euro am Sonntag herausgibt. Im ersten Jahr nach der Übernahme durch den Finanzen Verlag fungierte dessen Geschäftsführer Frank-Bernhard Werner auch als Chefredakteur, eine Position, die er bereits von 1988 bis 1989 innegehabt hatte. Werner, der bereits dem Gründungsteam von Börse Online angehört hatte, holte die Redaktion zurück nach München. Anfang 2014 wechselte er in die Rolle des Herausgebers. Sein Nachfolger als Chefredakteur ist Jens Castner. Seit Januar 2018 wird die Chefredaktion der Zeitschriften Börse Online, Euro und Euro am Sonntag von dem Team Jens Castner, Peter Gewalt und Markus Hinterberger wahrgenommen.